# مسجد الحاج رجب علي
مسجد الحاج رجب علي هو مسجد تاريخي يعود إلى عصر القرن الثالث عشر الهجري، ويقع في طهران.